# نيت ألين (لاعب كرة قدم أمريكية)
نيت ألين (بالإنجليزية: Nate Allen)‏ هو لاعب كرة قدم أمريكية أمريكي، ولد في 30 نوفمبر 1987 في فورت مايرز في الولايات المتحدة.

## وصلات خارجية
- نيت ألين على موقع مرجع كرة القدم المحترفة.كوم (الإنجليزية)